# ناحیه خودگردان ننتس

موقعیت ننتس در روسیه

ناحیه خودگردان ننتس (به روسی: Не́нецкий автоно́мный о́круг) یک ناحیه خودگردان روسیه است که تحت نظر استان آرخانگلسک اداره می‌شود.
بر پایه سرشماری سال ۲۰۱۰ میلادی مساحت این ناحیه ۱۷۶٬۷۰۰ کیلومترمربع و جمعیت آن ۴۲۰۹۰ نفر بوده‌است. این واحد فدرال از لحاظ جمعیت در میان ۸۵ واحد فدرال روسیه کم‌جمعیت‌ترین واحد به شمار می‌رود.
مرکز این ناحیه ناریان-مار است.